# 269 Libération animale
Ne doit pas être confondu avec 269 Life France.
269 Libération animale est une association antispéciste, connue pour ses recours à des actions directes pour lutter contre le spécisme.

## Historique
L'association est créée en 2016 par Tiphaine Lagarde et Ceylan Cirik à Lyon. D'abord nommée « 269 Life libération animale », en lien avec l'association 269 Life France, elle  est ensuite devenue indépendante de cette dernière, et a raccourci son nom en « 269 Libération animale ».
D'abord adeptes des happenings de rue et des manifestations, le collectif se tourne ensuite rapidement vers la pratique de l'action directe par des vols d'animaux d'élevage et des blocages d'abattoirs.

## Actions

Tiphaine Lagarde à Genève, en octobre 2018.

L'association se fait connaître par des actions directes pouvant contrevenir aux lois en vigueur. Les porte-paroles de l'association revendiquent le terme de désobéissance civile pour décrire leurs actions,,,,.
269 LA a notamment organisé de nombreux blocages d'abattoirs, en France,,, Belgique,,, Suisse,, Italie,, Espagne,, Pays-Bas et Allemagne. Le but de ces actions est d'infliger des dégâts économiques aux abattoirs, de remettre en question leur rôle, et si possible, de donner du temps de vie supplémentaire aux animaux.

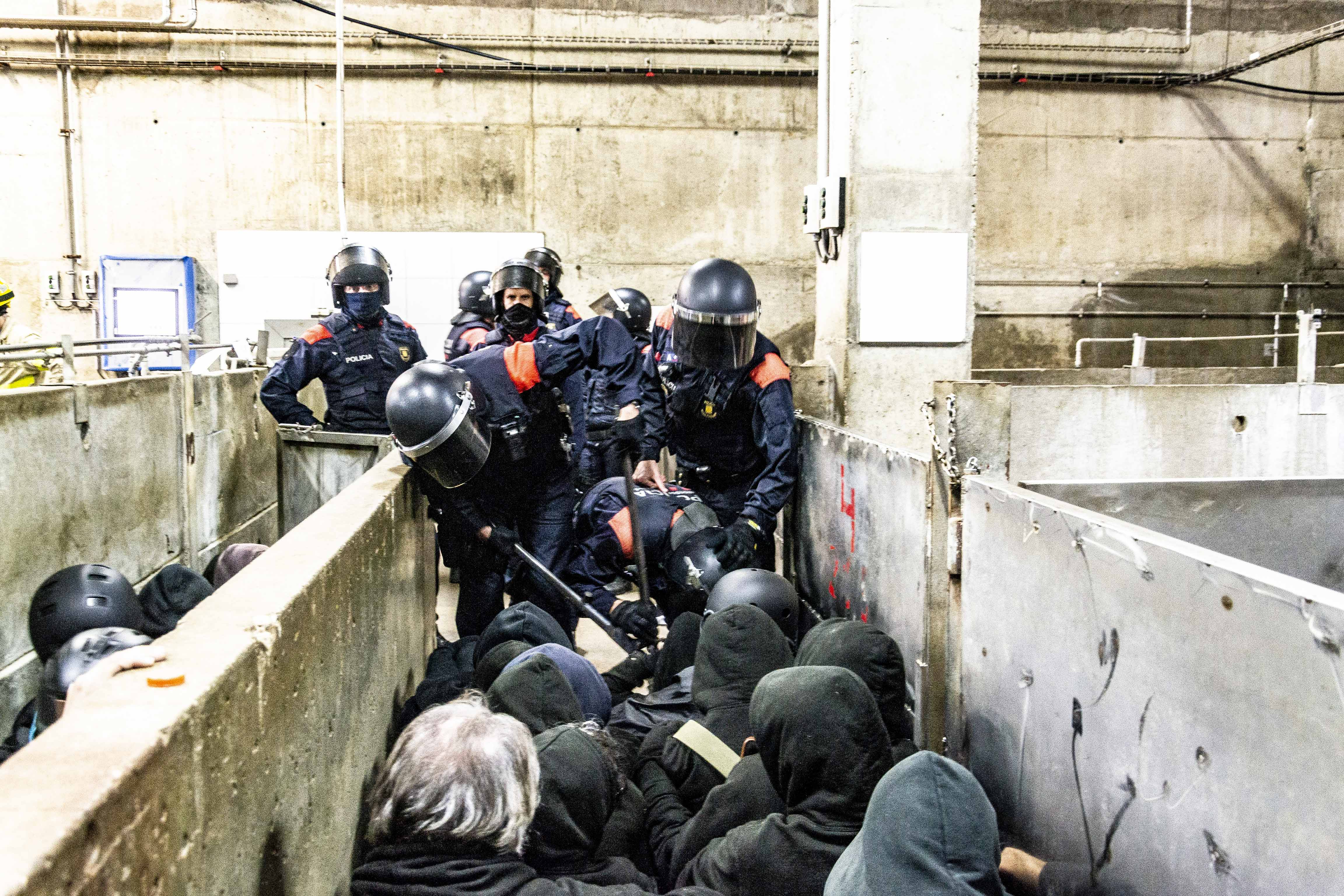
Des activistes de l'association délogés par la police lors d'un blocage d'abattoir en Espagne.

Le groupe antispéciste se démarque des autres ONG proches, telles L214 ou PETA, par son utilisation de la confrontation comme méthode de lutte pour la cause animale,. Bien que la majorité de ses actions soient illégales, ses membres assument les risques encourus, estimant livrer un combat révolutionnaire qui dépasse le cadre de la libération animale. Les autres associations de la cause animale jugent souvent ses actions comme étant trop radicales, tandis que les dirigeants de 269 Libération animale tancent régulièrement ceux qu'ils appellent les « modérés ».
L'association organise également le « sauvetage » d'animaux destinés à l'abattage ou à l'euthanasie. Ces actions sont parfois contiguës aux actions de blocage, permettant à de nombreux animaux, notamment des poulets et des cochons, d'être exfiltrés des abattoirs occupés et emmenés sur des terrains privés pour qu'ils puissent vivre sans être tués ni exploités,,,,,.
En parallèle, l'association gère un sanctuaire pour animaux de ferme, situé en Lorraine, où elle prend en charge une quarantaine d'animaux. Toutefois, contrairement aux actions menées dans les abattoirs, ces animaux ont été récupérés légalement, à la suite, par exemple, d'abandons ou de naissances non désirées dans des laboratoires. Ce sanctuaire n'en reste pas moins surveillé par la gendarmerie et la DDPP.
| Date       | Pays      | Ville                           | Nombre d'activistes | Source |
| ---------- | --------- | ------------------------------- | ------------------- | ------ |
| 18/03/2016 | France    | Grenoble                        | 15                  | [ 26 ] |
| 20/12/2016 | France    | La Talaudière                   | 40                  | [ 27 ] |
| 02/03/2017 | France    | Metz                            | 60                  | [ 28 ] |
| 06/04/2017 | France    | Saint-Priest                    | 50                  | [ 29 ] |
| 27/04/2017 | France    | Monsols                         | 50                  | [ 30 ] |
| 15/06/2017 | France    | Cuiseaux (abattoir de Cuiseaux) | 60                  | [ 31 ] |
| 13/07/2017 | France    | Trambly                         | 52                  | [ 32 ] |
| 24/08/2017 | France    | Monsols                         | 32                  | [ 33 ] |
| 07/09/2017 | France    | Fleury-les-Aubrais              | 50                  | [ 34 ] |
| 29/10/2017 | France    | La Talaudière                   | 70                  | [ 35 ] |
| 07/12/2017 | Suisse    | Vich                            | 30                  | [ 36 ] |
| 05/02/2018 | France    | Roanne                          | 62                  | [ 37 ] |
| 26/03/2018 | Suisse    | Rolle                           | Inconnu             | [ 38 ] |
| 17/05/2018 | Belgique  | Anderlecht                      | 46                  | [ 39 ] |
| 02/07/2018 | France    | Houdan                          | 66                  | [ 40 ] |
| 05/07/2018 | Belgique  | Tielt                           | 70                  | [ 41 ] |
| 22/11/2018 | Suisse    | Oensingen                       | 130                 | [ 42 ] |
| 28/01/2019 | Italie    | Turin                           | 100                 | [ 43 ] |
| 16/04/2019 | Espagne   | Girona                          | 126                 | [ 44 ] |
| 19/07/2020 | Belgique  | Olen                            | 59                  | [ 45 ] |
| 14/09/2021 | Pays-Bas  | Apeldoorn                       | 84                  | [ 18 ] |
| 20/06/2022 | Allemagne | Bocholt                         | 86                  | ,      |
| 13/02/2024 | Belgique  | Saint-Vith                      | 70                  | ,      |
| 01/07/2024 | Suisse    | Courtepin                       | 70                  | ,      |

## Manifestations
269 Libération Animale a organisé en 2016, 2017, 2018 et 2024 des rassemblements devant les abattoirs, appelés « Nuit debout devant les abattoirs ». Ces manifestations ont lieu simultanément devant plusieurs sites ,,, et, en 2024, constituent une « opération internationale » qui se déroule en France, en Italie, aux Pays-Bas, en Allemagne, en Suisse, au Mexique et en Nouvelle-Zélande,. Conçues comme des actions intermédiaires entre la rue et l'action directe , elles ont pour but affiché de rendre « hommage aux millions de victimes dans les abattoirs » tout en ciblant directement les industriels propriétaires des abattoirs. À ces occasions, des contre-manifestations ont parfois été organisées par les représentants des professions visées, dans le but de défendre leur métier tout en critiquant les méthodes employées par l'association.

## Condamnations
Les fondateurs de l'association ont plusieurs fois été condamnés à de la prison avec sursis, des dommages et intérêts, ainsi qu'à des travaux d'intérêt général pour violation de domicile. Ces procès font néanmoins partie de la stratégie de l'association, qui cherche à s'en servir en tant que tribune pour défendre la cause animale.
Les activistes accusés ont reçu le soutien de différentes personnalités. En juin 2018, une tribune signée par 22 personnes, dont l'astrophysicien Aurélien Barrau et le philosophe Yves Bonnardel, dénoncent « une instrumentalisation de l’appareil répressif » contre les militants antispécistes.
Le 7 novembre 2019, les deux dirigeants de 269 Libération animale sont condamnées par le Tribunal correctionnel d'Orléans à 90 jours-amende de dix euros pour avoir, en septembre 2017, dirigé l’envahissement par une soixantaine de militants, de l'abattoir de l’entreprise Tradival à Fleury-les-Aubrais, ainsi que la libération d'un cochon. Ils devront également verser 6 283 € au titre du préjudice matériel et 1 000 € pour atteinte à son image à l’entreprise Tradival, et un euro symbolique à l’association Inaporc qui s’était constituée partie civile. L'association devra également payer une amende de 900 €.

## Extension internationale
Des antennes de l'association 269 Libération Animale ont vu le jour en Belgique,, en Suisse, et en Italie.